# Corjova
Corjova es una comuna y localidad de Moldavia en el distrito (raión) de Dubăsari.

## Geografía
Se encuentra a una altitud de 59 m s. n. m. a 33 km de la capital nacional, Chisináu.

## Demografía
El censo 2014 no se realizó por encontrarse la localidad bajo control de Transnistria.